# イマヌエル・フェライ
イマヌエル＝ヨハネス・フェライ（Immanuel-Johannes Pherai、2001年4月25日 - ）は、オランダ・アムステルダム出身のサッカー選手。ハンブルガーSV所属。ポジションはMF。

## クラブ経歴
2013年、フェライが12歳の時にAZアルクマールの下部組織に加入した。16歳になるとトゥヴェーデ・ディヴィジ（3部）に在籍するAZのリザーブチームであるヨングAZに帯同するようになった。ここでは1試合のみ出場している。2017年、ドイツのボルシア・ドルトムントに引き抜かれた。
2020年にはトップチーム昇格と同時にPECズヴォレにレンタルされた。同年9月19日、エールディヴィジの古巣AZアルクマール戦にて78分、イェスパー・ドロストとの交代で移籍後初出場を果たした。
2022年6月22日、アイントラハト・ブラウンシュヴァイクに移籍した。

## 代表経歴
ユース世代ではオランダ代表に招集されていた。
2024年6月5日、2026 FIFAワールドカップ予選のセントビンセント・グレナディーン代表戦でスリナム代表としてA代表初出場。

## 人物
スリナム人とオランダ人の親の下、アムステルダムに生まれた。

## プレースタイル・特徴
フェライはいわゆる"10番"の位置でプレーする選手。弱点はスピードとスタミナだが、戦術理解度とドリブルそしてボールコントロールでカバーしている。